# Colours in the Dark
Colours in the Dark (с англ. — «Цвета во тьме») — четвёртый студийный альбом финской исполнительницы Тарьи Турунен. Официально выпущен 30 августа 2013 года в Германии, Австрии, Аргентине, Финляндии, Испании, Португалии, Швейцарии и Бразилии, 2 сентября 2013 года в Норвегии, Польше и Чехии, 4 сентября 2013 года в Бельгии, Дании, Нидерландах, Швеции и Великобритании, 24 сентября в США и Канаде. 31 июля произошла утечка цифровой версии альбома в сеть, в результате чего весь альбом стал доступен для распространения среди интернет-пиратов. Официальный российский сайт певицы сообщил, что источником утечки стали российские распространители.

## История
На своём сайте Тарья написала:

Дорогие фанаты,
Так как название уже ясно на это указывает, вы можете ожидать мрачный альбом, но наполненный красками.
И вот, уже в третий раз, название альбома — это строка из одной из песен.
Эта песня называется «Until Silence».
Оригинальный текст (англ.)
Dear Fans,
As the title already clearly points out, you can expect a dark album, but filled with colours.
And for the third time the album title comes from a line of one of the songs.

This song is called «Until Silence».

Название альбома является частью текста одной из песен уже в третий раз. Название альбома My Winter Storm было позаимствовано из текста песни «I Walk Alone», название альбома What Lies Beneath было взято из песни «Naiad». Автор рисунков на обложках альбома — Дирк Рудольф (англ. Dirk Rudolph).
В одном из своих интервью Тарья сказала, что название альбома проводит аналогию с её жизнью — она, как и чёрный цвет, содержит в себе множество цветов. На идею обложки альбома Тарью вдохновили работы индийского фотографа Пораса Чаудхари. Песня «Into The Sun» называлась одной из песен альбома, однако позже стало известно, что она будет доступна только для цифровой загрузки обладателям специального, ограниченного издания и грампластинки.
Музыкальное видео на тизер-песню «Never Enough» было снято в Злине, Чехия. Оно было выпущено на YouTube и официальном сайте певицы 31 мая 2013 года. Сама песня стала доступна для цифровой загрузки через iTunes.
Первый сингл, «Victim of Ritual», был выпущен 12 июля 2013 года на CD и виниловых пластинках. Музыкальное видео на песню было выпущено на YouTube 10 июля 2013. 15 июня 2013 года произошла утечка песни в Интернет, в результате чего песня стала доступна для распространения среди интернет-пиратов.
28 августа стало возможным предпрослушивание альбома: на официальном сайте стали доступны для закачки MP3-файлы, содержащие отрывки из песен длиной около минуты каждый.
30 октября 2013 был выпущен второй сингл с альбома — 500 Letters. Музыкальное видео было выпущено также 30 октября на YouTube. Оно снято недалеко от Буэнос-Айреса, Аргентина, режиссёр — Флориан Кальтенбах (англ. Florian Kaltenbach).
Концертный тур «Colours In The Road» в поддержку альбома начался в Германии в октябре 2013 года, к команде присоединилась бас-гитаристка из Италии Анна Порталупи.

## Список композиций

### Обычная версия
| №   | Название                            | Автор(ы)                                                         | Длительность |
| --- | ----------------------------------- | ---------------------------------------------------------------- | ------------ |
| 1.  | «Victim of Ritual»                  | Тарья Турунен, Андерс Вольбек, Маттиас Линдблум                  | 5:54         |
| 2.  | «500 Letters»                       | Тарья Турунен, Джонни Эндрюс                                     | 4:22         |
| 3.  | «Lucid Dreamer»                     | Тарья Турунен, Андерс Вольбек, Маттиас Линдблум                  | 7:28         |
| 4.  | «Never Enough»                      | Тарья Турунен, Джонни Эндрюс                                     | 5:20         |
| 5.  | «Mystique Voyage»                   | Тарья Турунен                                                    | 7:14         |
| 6.  | «Darkness»                          | Питер Гэбриэл                                                    | 5:38         |
| 7.  | «Deliverance»                       | Тарья Турунен, Маттиас Линдблум, Андерс Вольбек                  | 7:27         |
| 8.  | «Neverlight»                        | Тарья Турунен, Еспер Стрёмблад, Маттиас Линдблум, Андерс Вольбек | 4:33         |
| 9.  | «Until Silence»                     | Тарья Турунен, Марко Сааресто, Олли Тукиайнен, Маркус Каарлонен  | 5:03         |
| 10. | «Medusa (feat. Justin Furstenfeld)» | Тарья Турунен, Барт Хендриксон, Ангела Хелдманн                  | 8:12         |

### Специальное издание
Помимо обычного издания, было выпущено специальное издание альбома. Вдобавок к песням, доступным и в стандартном издании, в специальном издании содержался специальный код для цифровой загрузки студийной версии песни «Into The Sun».

### Ограниченное издание (Boxset)
В состав CD с ограниченным изданием вошло:
- «Специальное издание „Colours In The Dark“»: CD в твёрдом переплёте с 40-страничным буклетом, код для закачки студийной версии песни «Into The Sun»
- 60-страничная книга фотографий, формат грампластинки
- Мужская футболка, размер L
- Двухсторонний постер
- Постер-фотоколлаж
- Код для закачки двух песен: «Medusa (Tarja Solo Version)» и «Deliverance (Instrumental)»

### Виниловое издание
| №  | Название           | Автор(ы)                                        | Длительность |
| -- | ------------------ | ----------------------------------------------- | ------------ |
| 1. | «Victim of Ritual» | Тарья Турунен, Андерс Вольбек, Маттиас Линдблум | 5:54         |
| 2. | «500 Letters»      | Тарья Турунен                                   | 4:22         |
| 3. | «Lucid Dreamer»    | Тарья Турунен                                   | 7:28         |

| №  | Название          | Автор(ы)                     | Длительность |
| -- | ----------------- | ---------------------------- | ------------ |
| 1. | «Never Enough»    | Тарья Турунен, Джонни Эндрюс | 5:20         |
| 2. | «Mystique Voyage» | Тарья Турунен                | 7:14         |

| №  | Название      | Автор(ы)      | Длительность |
| -- | ------------- | ------------- | ------------ |
| 1. | «Darkness»    | Питер Гэбриэл | 5:38         |
| 2. | «Deliverance» | Тарья Турунен | 7:27         |
| 3. | «Neverlight»  | Тарья Турунен | 4:33         |

| №  | Название                            | Автор(ы)      | Длительность |
| -- | ----------------------------------- | ------------- | ------------ |
| 1. | «Until Silence»                     | Тарья Турунен | 5:03         |
| 2. | «Medusa (feat. Justin Furstenfeld)» | Тарья Турунен | 8:12         |

Также обладатели винилового издания получили специальный код для цифровой загрузки песни «Into The Sun».

## Участники записи

### Основные исполнители
- Тарья Турунен — вокал, фортепиано
- Алекс Шолпп[англ.] — электрогитара
- Julian Barret — электрогитара
- Кевин Чоун[англ.] — бас-гитара
- Даг Уимбиш[англ.] — бас-гитара
- Кристиан Кречмар[англ.] — клавишные, фортепиано
- Майк Террана — ударные
- Макс Лилья — виолончель

### Приглашённые исполнители
- Джастин Фёрстенфелд — вокал в песне «Medusa»[29]
- Саро Дэниелиан[англ.] — дудук
- Кэролайн Лэвелл[англ.] — виолончель[9]
- Томас Блок[англ.] — стеклянная гармоника[30]

### Также
- Тим Палмер[англ.] — микширование[13][23]

## Концертный тур в поддержку альбома
Начался в Германии в октябре 2013 года.
| Дата       | Место проведения            |
| ---------- | --------------------------- |
| 19.10.2013 | Берлин, Huxley’s            |
| 22.10.2013 | Гамбург, Docks              |
| 23.10.2013 | Дортмунд, FZW               |
| 25.10.2013 | Карлсруэ, Festhalle Durlach |
| 26.10.2013 | Мюнхен, Backstage           |
| 27.10.2013 | Вена, Arena                 |
| 29.10.2013 | Праттельн, Z7 Konzertfabrik |
| 30.10.2013 | Нюрнберг, Löwensaal         |
| 01.11.2013 | Лейпциг, Haus Auensee       |
| 02.11.2013 | Кёльн, Gloria               |

## Критика
| Оценки критиков    | Оценки критиков |
| Источник           | Оценка |
| Иноязычные издания | Иноязычные издания |
| ------------------ | --- |
| metal.de           | 7 из 10 звёзд · 7 из 10 звёзд · 7 из 10 звёзд · 7 из 10 звёзд · 7 из 10 звёзд · 7 из 10 звёзд · 7 из 10 звёзд · 7 из 10 звёзд · 7 из 10 звёзд · 7 из 10 звёзд                     |
| planetmosh.com     | 9 из 10 звёзд · 9 из 10 звёзд · 9 из 10 звёзд · 9 из 10 звёзд · 9 из 10 звёзд · 9 из 10 звёзд · 9 из 10 звёзд · 9 из 10 звёзд · 9 из 10 звёзд · 9 из 10 звёзд                     |
| getreadytoROCK     | 4,5 из 5 звёзд · 4,5 из 5 звёзд · 4,5 из 5 звёзд · 4,5 из 5 звёзд · 4,5 из 5 звёзд                                                                                                |
| Metal Storm        | 7,5 из 10 звёзд · 7,5 из 10 звёзд · 7,5 из 10 звёзд · 7,5 из 10 звёзд · 7,5 из 10 звёзд · 7,5 из 10 звёзд · 7,5 из 10 звёзд · 7,5 из 10 звёзд · 7,5 из 10 звёзд · 7,5 из 10 звёзд |
| Metal Rules        | 4 из 5 звёзд · 4 из 5 звёзд · 4 из 5 звёзд · 4 из 5 звёзд · 4 из 5 звёзд |
| Metal Hammer       | 5 из 7 звёзд · 5 из 7 звёзд · 5 из 7 звёзд · 5 из 7 звёзд · 5 из 7 звёзд · 5 из 7 звёзд · 5 из 7 звёзд                                                                            |
| About.com          | 3,5 из 5 звёзд · 3,5 из 5 звёзд · 3,5 из 5 звёзд · 3,5 из 5 звёзд · 3,5 из 5 звёзд                                                                                                |

В целом альбом был воспринят положительно. Энт Мей из Planetmosh расхвалил альбом, поставил ему оценку 9 из 10, и сказал, что Colours in the Dark — вероятно, её лучший альбом на данный момент. Особенно он отметил песни «500 Letters» и «Darkness». Последняя является кавером на песню Питера Гэбриэла, и Мей сказал, что кавер «идеально вписывается в альбом». Мей отметил, что в песне «Victim of Ritual» имеется сходство с «Болеро» Равеля. Он также подчеркнул, что фанатам не стоит ожидать сходства с музыкой Nightwish, так как этот альбом сильно отличается от них по звучанию.
Джейсон Ричи из Get Ready to Rock положительно охарактеризовал альбом, дал ему 4 с половиной звезды из 5. Он сказал, что главное преимущество Тарьи в её прошлом с Nightwish, которое продолжает интересовать и фанатов Nightwish, и её новых фанатов.
Следующая после Тарьи вокалистка Nightwish — Анетт Ользон — в своём блоге похвалила альбом и выразила своё мнение, что это — её лучший альбом на данный момент. Особенно она отметила голос Тарьи, который «был идеален во всех песнях».

## Чарты
| Чарты                     | Высшая позиция |
| ------------------------- | -------------- |
| Австрия                   | 14             |
| Бельгия (Фландрия)        | 34             |
| Бельгия (Валлония)        | 33             |
| Чехия                     | 7              |
| Нидерланды                | 29             |
| Финляндия                 | 5              |
| Франция                   | 54             |
| Германия                  | 6              |
| Норвегия                  | 29             |
| Польша                    | 8              |
| Россия                    | 5              |
| Швеция                    | 53             |
| Швейцария                 | 20             |
| Великобритания            | 109            |
| Великобритания — рок-чарт | 10             |
| США                       | 13             |